# أحمد السعيد مراد
أحمد السعيد مراد (من مواليد المنصورة، عام 1974) هو طبيب وروائي عضو اتحاد كُتاب مصر، صدرت روايته الأولى «ملائكة وذئاب» في معرض القاهرة الدولي للكتاب بالقاهرة يناير 2008، وتلاها الكثير من الروايات المطبوعة، والتي حاز أغلبها الشهرة وطبعت أكثر من طبعة، آخر اصداراته رواية الزلزال عن دار حكاوي.
روايته (فريق السكمنتو) فازت بالقائمة القصيرة لجائزة الدكتور شومان للخيال العلمي لعام 2019.
روايتيه (سرداب قارون) و (رُباع) تمت ترجمتهما إلى اللغة الفارسية. صدر له بالمشاركة مع سامية أحمد سلسلة (فيمتوبايت) لمغامرات الخيال العلمي ".

## حياته
ولد أحمد السعيد مراد بالمنصورة عام 1974. التحق بكلية الطب البشري وتخرج منها في ديسمبر 1999.
بدأ في الكتابة على الإنترنت من عام 2005، وصدر له الكثير من الأعمال الإلكترونية.
وصدر له أول عمل مطبوع رواية تحت اسم " ملائكة وذئاب" بمعرض القاهرة الدولي للكتاب 2008 عن دار شروق للنشر والتوزيع، ونشرت له قصة قصيرة بجريدة الأهرام بعنوان (المجرم)."
توالت أعماله المطبوعة بدءا من عام 2008 حتى يناير 2021 برواية الزلزال.
فاز بالقائمة القصيرة لجائزة الدكتور شومان للخيال العلمي عام 2019.
ترجمت بعض أعماله، وكان البعض الآخر محل موضوع البحث للدراسات العليا لمختلف الجامعات. "

## أعماله
- كتاب الأقدار

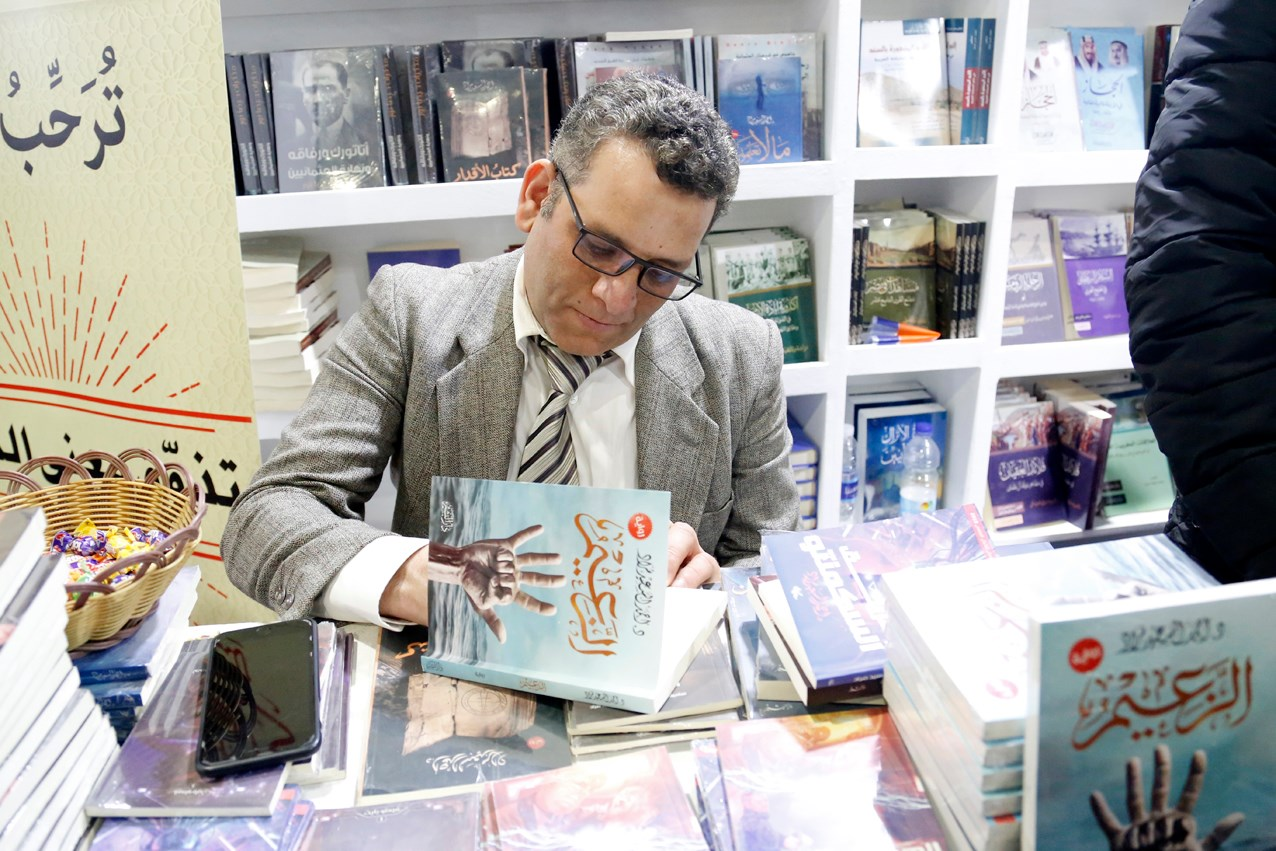
أحمد السعيد مراد

نشرت الرواية في يناير 2012 بمعرض القاهرة الدولي للكتاب عن دار شروق للنشر والتوزيع، وكانت من أكثر الروايات مبيعا، وكان الغلاف من تصميم الكاتب الشهير أحمد مراد مؤلف رواية الفيل الأزرق، تتناول الرواية رحلة شاب بسيط إلى مغامرة يكتشف بها نفسه وقدراته بشكل جديد داخل إطار من المغامرة المتسارعة الأحداث.
- رباع

صدرت في سبتمبر 2014 عن دار نون وكانت ضمن أكثر الكتب مبيعا بمكتبات الشروق وألف، تعالج الرواية منظور الصراع بين المرأة والرجل ولكن في إطار جديد مغلف بالتشويق وتسارع الأحداث."
- مالا تعلمون

تم نشرها نوفمبر عام 2015 عن دار عصير الكتب للنشر والتوزيع، وتناقش الرواية قضايا البحث العلمي في اطار من الخيال العلمي المثير."
- لا تسألني لماذا أحببتها

تدور الرواية في اطار انساني عاطفي وفي إطار طبي مشوق حول سؤال فلسفي عن الألم. نشرت الرواية في يناير 2017 بمعرض القاهرة الدولي للكتاب عن دار نون للنشر والتوزيع.
"
- سرداب قارون

صدرت في العام 2018 بمعرض القاهرة الدولي للكتاب عن دار البشير للعلوم والثقافة."
- الزعيم

صدرت في يناير 2020 بمعرض القاهرة الدولي للكتاب عن دار البشير للعلوم والثقافة.
"
- الزلزال

صدرت في يوليو 2021 بمعرض القاهرة الدولي للكتاب عن دار حكاوي.
"
- فريق السكمنتو

رواية موجهة للناشئة من عمر 8 إلى 18 سنوات، فازت بالقائمة القصيرة لأدب الخيال العلمي بجائزة الدكتور شومان عام 2019. "
- جثة كعب داير

صدرت في يناير 2022 بمعرض القاهرة الدولي للكتاب عن دار إشراقة.
"
- كنز اليد الواحدة

صدرت في يناير 2023 بمعرض القاهرة الدولي للكتاب عن دار حكاوي، وهي الجزء الثاني لرواية "الزعيم".
"
- الجثة الحائرة

صدرت في يناير 2024 بمعرض القاهرة الدولي للكتاب عن دار إشراقة، وهي الجزء الثاني لرواية "جثة كعب داير".
"
- سلسلة فيمتوبايت - للخيال العلمي

هي سلسلة مغامرات للخيال العلمي موجهة للناشئة كتبها بالمشاركة مع الروائية سامية أحمد وصدرت أعدادعا تباعا عن دار حكاوى

## وصلات خارجية
- مناقشة أعمال «أحمد السعيد مراد» من دار البشير في ساقية الصاوى
- ملتقى السرد العربي يناقش رواية «ما لا تعلمون»
- د. أحمد مراد ورواية كتاب الأقدار على قناة النيل الثقافية
- أحمد السعيد مراد – دليل الروائيين العرب